# Друштвена брига о деци
Друштвена брига о деци је друштвено-историјски детерминисана, јавно регулисана, гарантована и финансирана помоћ коју држава и локална заједница пружају породицама са децом и деци у циљу задовољавања развојних потреба деце, уједначавања услова за психички, физички, емоцинални и социјални развој као и обезбеђивање мера популационе политике.